# Krystina Dzmitruk
Krystina Dzmitruk (in bielorusso Крысціна Дзмітрук?; Bielorussia, 25 settembre 2003) è una tennista bielorussa.

## Carriera junior
Krystina ha vinto il Torneo di Wimbledon 2021 - Doppio ragazze insieme alla russa Diana Šnaider.
Ha raggiunto la finale agli US Open 2021 - Singolare ragazze, persa contro la statunitense Robin Montgomery.

## Carriera professionistica
Krystina Dzmitruk ha vinto 6 titoli in singolare e 3 titoli in doppio nel circuito ITF in carriera. Il 22 maggio 2023 ha raggiunto il best ranking in singolare raggiungendo la 216ª posizione mondiale, mentre il 12 giugno 2023 ha raggiunto la 522ª posizione in doppio.
Ha fatto il suo debutto nel circuito maggiore al Thailand Open 2023, prendendo parte nelle qualificazioni, dove è eliminata nell'ultimo turno dalla filippina Alex Eala.
Nei tornei del Grande Slam, ha fatto la sua prima partecipazione nelle qualificazioni degli Open di Francia 2023, dove è stata sconfitta nel secondo turno dalla svizzera Simona Waltert.

## Statistiche ITF

### Singolare

#### Vittorie (6)
| Torneo $100.000 (0) |
| Torneo $80.000 (0)  |
| Torneo $60.000 (0)  |
| Torneo $40.000 (2)  |
| Torneo $25.000 (3)  |
| Torneo $15.000 (1)  |

| N. | Data             | Torneo                                          | Superficie  | Avversaria in finale | Punteggio        |
| 1. | 13 febbraio 2022 | Magic Tours, Monastir                           | Cemento     | Valentina Ryser      | 6-2, 6-1         |
| 2. | 21 agosto 2022   | Women's Ciudad de Ourense, Ourense              | Cemento     | Nefisa Berberović    | 7-5, 6-1         |
| 3. | 4 agosto 2024    | Morocco Tennis Tour, Mohammedia                 | Terra rossa | Çağla Büyükakçay     | 6-3, 6(5)-7, 6-3 |
| 4. | 14 ottobre 2024  | The Campus Carby VW Ladies Open, Quinta do Lago | Cemento     | Yasmine Mansouri     | 6-4, 6-3         |
| 5. | 17 novembre 2024 | Madeira Ladies Open, Funchal                    | Cemento     | Francesca Curmi      | 6-1, 3-2 rit.    |
| 6. | 9 marzo 2025     | The Tennis Project, Gurgaon                     | Cemento     | Ekaterina Makarova   | 6-3, 6-2         |

#### Sconfitte (6)
| Torneo $100.000 (0) |
| Torneo $80.000 (0)  |
| Torneo $60.000 (1)  |
| Torneo $40.000 (0)  |
| Torneo $25.000 (4)  |
| Torneo $15.000 (1)  |

| N. | Data           | Torneo                                    | Superficie  | Avversaria in finale | Punteggio     |
| 1. | 30 maggio 2021 | Shymkent Open, Şımkent                    | Terra rossa | Jibek Kulambaeva     | 5-7, 0-6      |
| 2. | 29 maggio 2022 | Tbilisi Open, Tbilisi                     | Cemento     | Anna Brogan          | 3-6, 3-6      |
| 3. | 5 giugno 2022  | Tbilisi Open, Tbilisi                     | Cemento     | Anastasija Zacharova | 4-6, 0-6      |
| 4. | 8 gennaio 2023 | Magic Tours, Monastir                     | Cemento     | Océane Dodin         | 1-6, 1-6      |
| 5. | 9 luglio 2023  | Swiss Tennis International Tour, Klosters | Terra rossa | Lara Schmidt         | 3-6, 2-6      |
| 6. | 25 agosto 2024 | Z-Group Cup, Přerov                       | Terra rossa | Noma Noha Akugue     | 2-6, 6-3, 1-6 |

### Singolare

#### Vittorie (3)
| Torneo $100.000 (0) |
| Torneo $80.000 (0)  |
| Torneo $60.000 (0)  |
| Torneo $40.000 (0)  |
| Torneo $25.000 (1)  |
| Torneo $15.000 (2)  |

| N. | Data             | Torneo                  | Superficie  | Compagna         | Avversaria in finale             | Punteggio        |
| 1. | 8 maggio 2021    | Women's Antalya, Adalia | Terra rossa | Federica Bilardo | Matilda Mutavdzic Antonia Ružić  | 6-3, 0-6, [10-7] |
| 2. | 19 febbraio 2022 | Magic Tours, Monastir   | Cemento     | Marija Šolochova | Sofia Costoulas Clervie Ngounoue | 3–6, 6–2, [10–5] |
| 3. | 7 gennaio 2023   | Magic Tours, Monastir   | Cemento     | Iryna Šymanovič  | Kathleen Kanev Arlinda Rushiti   | 6-1, 6-2         |

#### Sconfitte (3)
| Torneo $100.000 (0) |
| Torneo $80.000 (0)  |
| Torneo $60.000 (1)  |
| Torneo $40.000 (0)  |
| Torneo $25.000 (1)  |
| Torneo $15.000 (1)  |

| N. | Data             | Torneo                                    | Superficie  | Compagna           | Avversaria in finale           | Punteggio            |
| 1. | 12 febbraio 2022 | Magic Tours, Monastir                     | Cemento     | Inès Ibbou         | Miyu Katō Kisa Yoshioka        | 4-6, 5-7             |
| 2. | 7 luglio 2023    | Swiss Tennis International Tour, Klosters | Terra rossa | Prarthana Thombare | Paula Cembranos Sophie Lüscher | 6(5)-7, 6-3, [12-14] |
| 3. | 22 marzo 2025    | Jin'an Open, Lu'an                        | Cemento     | Kira Pavlova       | Priska Nugroho Ankita Raina    | 0-6, 3-6             |

## Grand Slam Junior

### Singolare

#### Sconfitte (1)
| Tornei del Grande Slam  |
| ----------------------- |
| Australian Open (0)     |
| Open di Francia (0)     |
| Torneo di Wimbledon (0) |
| US Open (1)             |

| N. | Data              | Torneo            | Superficie | Avversaria in finale | Punteggio |
| 1. | 11 settembre 2021 | US Open, New York | Cemento    | Robin Montgomery     | 2-6, 4-6  |

### Doppio

#### Vittorie (1)
| Tornei del Grande Slam  |
| ----------------------- |
| Australian Open (0)     |
| Open di Francia (0)     |
| Torneo di Wimbledon (1) |
| US Open (0)             |

| N. | Data           | Torneo                      | Superficie | Compagna      | Avversario in finale             | Punteggio |
| 1. | 10 luglio 2021 | Torneo di Wimbledon, Londra | Erba       | Diana Šnaider | Sofia Costoulas Laura Hietaranta | 6-1, 6-2  |